# 熊本市立託麻西小学校
熊本市立託麻西小学校（くまもとしりつ たくまにししょうがっこう）は、熊本県熊本市東区御領二丁目にある公立小学校。

## 沿革
- 1881年（明治14年） - 保田校開校
- 1890年（明治23年） - 保田窪尋常小学校と改称
- 1902年（明治35年） - 保田窪尋常小学校と長嶺尋常小学校が合併し広畑尋常小学校となる
- 1941年（昭和16年） - 広畑国民学校と改称
- 1947年（昭和22年） - 飽託郡広畑村立広畑小学校と改称
- 1955年（昭和30年） - 飽託郡託麻村立託麻西小学校と改称
- 1970年（昭和45年） - 熊本市立託麻西小学校と改称
- 1979年（昭和54年） - 熊本市立月出小学校を分離
- 1984年（昭和59年） - 熊本市立託麻南小学校を分離

## 学校行事

### 1学期

#### 4月
- 始業式
- 入学式
- 歓迎遠足
- 学級懇談会
- 家庭訪問

#### 5月
- 不審者避難訓練
- 授業参観・PTA総会
- 運動会

#### 6月
- 小・中連帯の火
- 5年生集団宿泊教室
- 集団下校訓練

#### 7月
- 事業参観・学級懇談会
- 終業式

#### 8月
- PTA親子愛好作業

### 2学期

#### 9月
- 始業式
- 学校開放の日(終日）

#### 10月
- 6年修学旅行
- 校内音楽会

#### 11月
- 託西チャレンジ祭り
- 地区音楽会

#### 12月
- 事業参観・学級懇談会
- 火災避難訓練
- 終業式

### 3学期

#### 1月
- 始業式
- 授業参観

#### 3月
- 授業参観・学級懇談会
- 送別遠足
- 卒業式
- 修了式
- 退任式

## 歴代校長
- 1881年（明治14年） - 初代校長

## 委員会
- 集会委員会
- グリーン委員会
- 美化委員会
- 放送委員会
- 保健委員会
- 飼育委員会
- 図書委員会
- 安全委員会
- 音楽委員会

・給食委員会
過去の委員会
- ベルマーク委員会
- 児童委員会
- 生活委員会

## クラブ活動
- サッカー
- 野球
- バレーボール
- ドッジボール
- バドミントン
- タブレット
- マンガ
- 百人一首
- ちぎり絵
- 将棋・囲碁

過去のクラブ活動
- ベジタリアンおやつ

### 運動部
- 野球部
- サッカー部
- 女子バスケットボール部
- 男子バスケットボール部
- バレー部

### 文化部
- 金管吹奏楽部